# Phaenops
Przypłaszczek (Phaenops) – rodzaj chrząszczy z rodziny bogatkowatych.
Chrząszcze te mają czułki z członami od trzeciego wzwyż lekko piłkowato rozszerzonymi. Ich przedplecze ku przodowi silnie się zwęża, wskutek czego jego zarys jest trapezowaty. Pokrywy są pozbawione podłużnych żeberek, nieregularnie i gęsto punktowane, a na wierzchołkach osobno szeroko zaokrąglone.
Larwy żerują pod korą roślin iglastych.
Przedstawiciele rodzaju zasiedlają Palearktykę i Nearktykę. W Polsce odnotowano 3 gatunki: przypłaszczka granatka, P. formaneki i P. knoteki.
Należą tu gatunki:
- Phaenops abies (Champlain & Knull, 1923)
- Phaenops aeneola (Melsheimer, 1845)
- Phaenops aerea Ganglbauer, 1886
- Phaenops californica (Van Dyke, 1918)
- Phaenops carolina (Manee, 1913)
- Phaenops caseyi (Obenberger, 1944)
- Phaenops cyanea (Fabricius, 1775) – przypłaszczek granatek
- Phaenops delagrangei (Abeille de Perrin, 1891)
- Phaenops drummondi (Kirby, 1837)
- Phaenops formaneki (Jakobson, 1913)
- Phaenops fulvoguttata (Harris, 1830)
- Phaenops gentilis (LeConte, 1863)
- Phaenops guttulata (Gebler, 1830)
- Phaenops horni (Obenberger, 1944)
- Phaenops intrusa (Horn, 1882)
- Phaenops knoteki Reitter, 1898
- Phaenops lecontei (Obenberger, 1928)
- Phaenops marmottani (Fairmaire, 1868)
- Phaenops obenbergeri (Knull, 1952)
- Phaenops obtusa (Horn, 1882)
- Phaenops peakischkulensis Alexeev, 1996
- Phaenops piniedulis (Burke, 1908)
- Phaenops sumptuosa (Abeille de Perrin, 1904)
- Phaenops vandykei (Obenberger, 1944)
- Phaenops yang Kubáň & Bílý, 2009
- Phaenops yin Kubáň & Bílý, 2009